# Línia 3 (Rodalies Madrid)
La línia C-3 de Rodalies Madrid recorre 56 km al llarg de la Comunitat de Madrid i la província de Toledo entre les estacions de Chamartín i Aranjuez. Discorre pels municipis de Madrid, Getafe, Pinto, Valdemoro, Ciempozuelos, Seseña i Aranjuez, i fa parada en tots menys en el municipi de Seseña, on no es presta servei des del 2007.
A més d'aquest recorregut de l'estació de Pinto parteix un ramal de 15 quilòmetres anomenat línia C-3a en direcció a San Martín de la Vega, parant a una única estació intermèdia anomenada Parque de ocio que presta servei al Parc Warner.
Una vegada obert el segon túnel de la risa, queda pendent l'obertura de la nova estació del Sol, prevista per a l'any 2009 i la construcció de la nova estació d'Alonso Martínez.